# Villaspeciosa
Villaspeciosa település Olaszországban, Szardínia régióban, Cagliari megyében. Lakosainak száma 2571 fő (2023. január 1.). Villaspeciosa Decimoputzu, Uta, Siliqua és Decimomannu községekkel határos.

## Népesség
A település lakossága az elmúlt években az alábbi módon változott:
| Lakosok száma | 2567 | 2588 | 2571 |
|               | 2017 | 2018 | 2023 |